# منطقه تیگرای
منطقه تیگرای (به لاتین: Tigray Region) شمالی‌ترین منطقه کشور اتیوپی واقع شده‌است.

## خصوصیات
منطقه تیگرای ۴۱٬۴۰۹٫۹۵ کیلومترمربع مساحت و ۶٬۹۶۰٬۰۰۳ نفر جمعیت دارد.